# José María Labrador
José María Labrador Arjona (Benamejí, 14 de agosto de 1890-Nerva, 15 de agosto de 1977), fue un pintor español.

## Biografía
Nace el 14 de agosto de 1890 en Benamejí, Córdoba, en el seno de una familia modesta, hijo de Manuel Labrador Galán —zapatero— y Teresa Arjona Padilla —costurera—, siendo el mayor de cuatro hermanos. Tuvo que contribuir pronto a la economía familiar —lo que le impidió asistir como cualquier joven a la escuela básica—, ejerciendo de aprendiz de herrero, cargador de estiércol o vendedor ambulante.
Ante las pocas posibilidades de subsistencia en su pueblo natal, la familia se traslada a Campofrío a principios de siglo, encontrando padre e hijo empleo fijo en las Minas de Riotinto. En 1901 junto a su familia se traslada a Nerva —fijando su residencia hasta el final de sus días— y donde le nace la vocación de ser pintor tras conocer a un pintor decorador que le inició en los senderos del arte.
En 1908 marcha a Sevilla con el interés de estudiar arte. Allí conoció a Agustín Segura, quien sorprendido por la facultad artística de Labrador, le presentó al pintor y profesor Manuel González Santos, quien le ayudó a ingresar en la Escuela de Artes, Oficios y Bellas Artes. En 1918 participa en la Exposición Nacional de Bellas Artes de Huelva. En 1921 lo haría en la Exposición de Bellas Artes de Nerva, obteniendo la Primera Medalla.
Se casa con Emérita Iglesia en 1925, y en 1926 nace su hijo José María —en su madurez sería un prestigioso urólogo—.

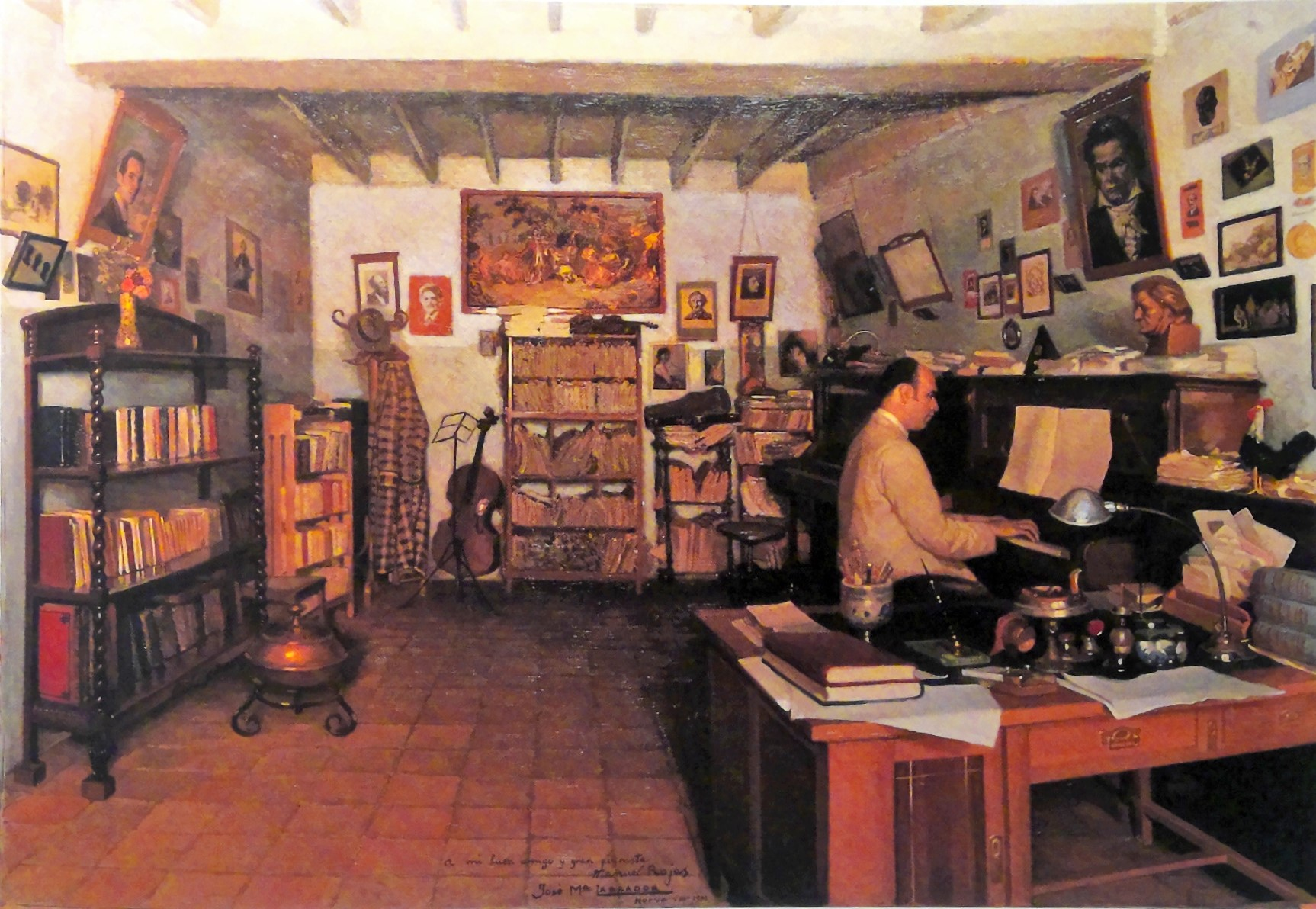
Interior del estudio del músico "Maestro Rojas" en Nerva (1933). Óleo sobre panel de madera. 90 x 130 cm. Colección privada en Sevilla.

Participaría en varias exposiciones como la Exposición Nacional de Bellas Artes de Madrid (1935), Exposición Nacional de Bellas Artes de Madrid (1941, 1950) —obteniendo la Tercera Medalla en 1941 y la Primera Medalla en 1950—, Bienal de Venecia (1942), Galería Velázquez de Sevilla (1945, 1946, 1948, 1959), Salón Cano de Madrid (1945, 1947), Salón de Otoño Artistas de Huelva (1948, 1950, 1951, 1956, 1966), Bienal de Madrid (1951), Exposición de Arte de Jerez de la Frontera (1956), Ayuntamiento de Nerva (1959), Caja de Ahorros de La Palma del Condado (1959), Galería Montenegro de Huelva (1959, 1962, 1965), Exposición de Pintura Onubense (1961, 1970), Círculo Mercantil de Nerva (1964) Exposición Antológica en Nerva (1965), Museo Municipal de Pintura José María Labrador de Nerva (1971) —cumpliendo su sueño de exponer en el museo que lleva su nombre—, Reunión de Pintores de la Cuenca Minera de Riotinto (1974, 1977) Pintores Onubenses de Moguer (1975).
El 6 de junio de 1960 Es nombrado académico numerario de la Real Academia de Bellas Artes de Santa Isabel de Hungría en la plaza número 13 y ese mismo año se jubila, aunque sigue activo en su estudio de Nerva. Se estaba fraguando una de las estampas típicas de la Cuenca Minera, tendría lugar al cabo de unos años: D. José María (1901) con su ama de llaves Ascensión Gómez Pérez, (1914), apodada «La Lora» y un pequeño, joven promesa de la pintura onubense, Martín Gálvez, (1957), descansando en el puente que había camino del estudio, en el Patio de los Maestros.
Entre el estudio y los atardeceres en la terraza del Círculo Mercantil pasarán los sesenta y los setenta, nacerán obras ricas en matices propias de la madurez artística alcanzada y se hará realidad su sueño.
En 1970 fallece Emérita, su primera esposa. Más tarde en 1971 se casa por segunda vez con Celia Vázquez (1930), sobrina del pintor Vázquez Díaz.
Fallece el 15 de agosto de 1977, en un caluroso día de verano. Para Nerva —su pueblo— es el día más gris de un eterno invierno.

## Exposiciones

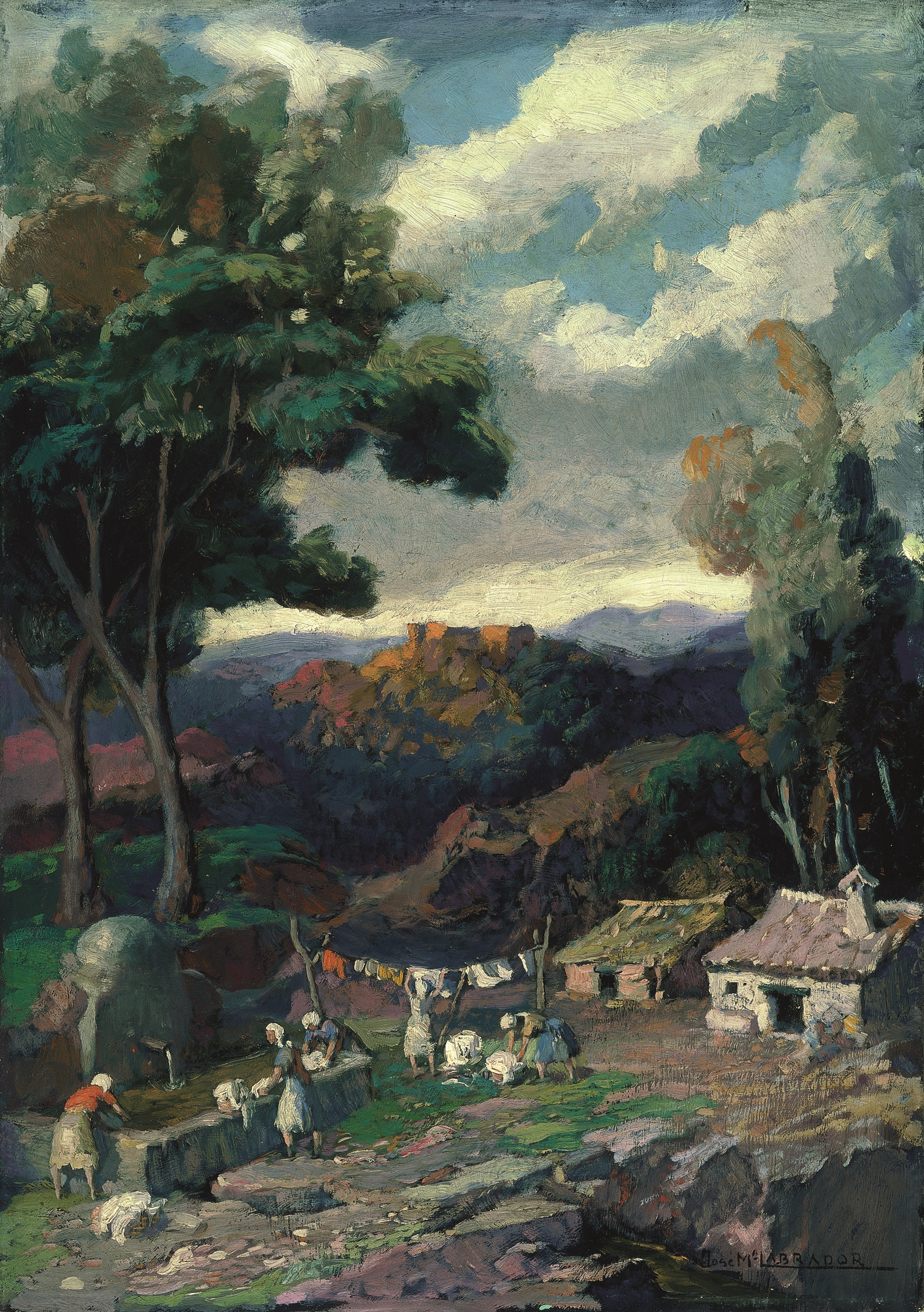
Paisaje de La Pepina. Colección Carmen Thyssen.

- 1918 – Exposición Nacional de Bellas Artes, Huelva.
- 1921 – Exposición de Bellas Artes, Nerva, Primera Medalla.
- 1935 – Exposición Nacional de Bellas Artes, Madrid.
- 1941 – Exposición Nacional de Bellas Artes, Madrid, Tercera Medalla.
- 1942 – Bienal de Venecia.
- 1945 – Expone en la Galería Velázquez, Sevilla y en el Salón Cano, Madrid.
- 1946 – Galería Velázquez, Sevilla.
- 1947 – Salón Cano, Madrid.
- 1948 – Primer Salón de Otoño, Artistas de Huelva y en la Galería Velázquez.
- 1950 – Exposición Nacional de Bellas Artes, Madrid, Primera Medalla. Tercer Salón de Otoño de Artistas de Huelva.
- 1951 – Cuarto Salón de Otoño de Artistas de Huelva. Bienal de Madrid.
- 1956 – Sexto Salón de Otoño De Artistas de Huelva. II Exposición de Arte, Jerez de la Frontera.
- 1959 – Ayuntamiento de Nerva. Galería Velázquez, Sevilla. Caja de Ahorros La Palma del Condado, Galería Montenegro Huelva.

### Exposiciones póstumas
- 1978 – Pintura Contemporánea Onubense, Zaragoza.
- 1989 – Artistas Onubenses Contemporáneos, Museo de Huelva.
- 1990 – Arqueología y Minería, Huelva.
- 1991 – Huelva Descubridora, Descúbrela, Huelva, Madrid y Sevilla.
- 1995 – Colectiva Pintores de Nerva, en el Salón del Apeadero, Reales Alcázares de Sevilla.
- 1999 – Exposición Inaugural del Museo Vázquez Díaz.